# Port lotniczy Sveg
Port lotniczy Sveg (IATA: EVG, ICAO: ESND) – regionalny port lotniczy położony w Svegu, w Szwecji.

## Linie lotnicze i połączenia
| Linia lotnicza | Kierunek             |
| -------------- | -------------------- |
| Jonair         | 1. Sztokholm-Arlanda |